# Cephalophyllum compressum
Cephalophyllum compressum är en isörtsväxtart som beskrevs av L. Bol. Cephalophyllum compressum ingår i släktet Cephalophyllum och familjen isörtsväxter. Inga underarter finns listade i Catalogue of Life.